# Tomba della cornice
La tomba della cornice è una tomba ipogea etrusca risalente alla fine del VI secolo a.C., scoperta nella necropoli della Banditaccia a Cerveteri.

## Descrizione
La tomba, che deve il nome ad una cornice che corre in alto a tutte le pareti e serviva per esporre vasi e piccoli elementi d'arredo, si trova all'interno di un piccolo tumulo a pianta circolare che termina con una cupoletta in terra sulla cima.
La tomba presenta una struttura molto regolare a cella tripartita, la stessa della tomba dei vasi greci; un breve corridoio d'entrata, cui si affacciano due celle simmetricamente opposte, poste prima della stanza principale, rettangolare e scavata trasversalmente rispetto il corridoio d'entrata. Ai lati della stanza  diversi banchi, destinati ad urne e sarcofagi, e sul fondo tre ingressi che conducono ad altrettante camere sepolcrali, delle quali la centrale era destinata ai capostipiti della famiglia. Sul soffitto sono scalpellate travi di legno ad imitazione delle case degli etruschi.